# The Horse Thief
The Horse Thief is een film uit China uit 1986 die zich afspeelt in de Tibetaanse Autonome Regio. Hij wordt gezien als de eerste Chinese film over Tibet.
De film biedt beelden van ruw landschap en gieren. Gebedsmolens doen dienst in de film als een woordeloos verhaal.

## Verhaal
Het verhaal gaat over Norbu die getrouwd is met Dolma. Norbu is een paardendief die uit zijn stam is gegooid toen hij probeerde het kwaad te bedwingen. Na de geboorte van zijn zoon Tashi heeft hij berouw over zijn daden, maar hij moet voor zijn gezin zorgen.
Berooid en tot het bot overgelaten aan het lot, raakt Norbu verder verstrikt in zijn leven en overlijdt Tashi aan koorts. Bij de geboorte van zijn tweede zoon zoekt hij elke uitweg die hij vindt en ziet zich genoodzaakt te gaan stelen. Ook zoekt hij weer toegang tot zijn stam en brengt ze vervolgens allemaal in gevaar van honger te sterven in de winter.

## Rolverdeling
| Acteur          | Personage    |
| --------------- | ------------ |
| Rigzin Tseshang | Norbu        |
| Jiji Dan        | Dolma, vrouw |
| Daiba           | grootmoeder  |
| Drashi          | grootvader   |
| Gaoba           | Nowre        |
| Jamco Jayang    | Tashi, zoon  |

## Prijzen en nominaties
| jaar | prijs                                | categorie               | genomineerde(n)   | uitslag  |
| ---- | ------------------------------------ | ----------------------- | ----------------- | -------- |
| 1988 | Fribourg International Film Festival | Distribution Help Award | Tian Zhuangzhuang | gewonnen |